# Seznam evroposlancev iz Avstrije
Seznam evroposlancev iz Avstrije je krovni seznam.

## Seznami
- seznam evroposlancev iz Avstrije (1995-1999)
- seznam evroposlancev iz Avstrije (1999-2004)
- seznam evroposlancev iz Avstrije (2004-2009)
- seznam evroposlancev iz Avstrije (2009-2014)
- poimenski seznam evroposlancev iz Avstrije